# 662 Newtonia
662 Newtonia eller 1908 CW är en asteroid i huvudbältet, som upptäcktes 30 mars 1908 av den amerikanske astronomen Joel Hastings Metcalf i Taunton. Den är uppkallad efter staden Newton i Massachusetts.
Asteroiden har en diameter på ungefär 22 kilometer.